# مالوارخانغلسك
مالوارخانغلسك (بالروسية: Малоархангельск) هي إحدى مدن روسيا في الكيان الفدرالي الروسي أوريول أوبلاست.